# Черноморская султанка
Черноморская султанка, или черноморская барабуля, или черноморская барабулька (лат. Mullus ponticus) — вид морских лучепёрых рыб из семейства султанковых отряда окунеобразных, часто рассматривается в качестве подвида обыкновенной султанки (Mullus barbatus), поскольку, по мнению некоторых исследователей, достаточных доказательств для выделения этой формы в отдельный вид нет.
Общая длина тела до 22 см, обычно 8,4—11,8 см, масса тела до 161 г. Основной цвет окраски тела красный с более светлыми желтыми и серебристыми просветами, брюшко серебристое, плавники желтые.
Морская бореальная демерсальная рыба, эндемик Чёрного и Азовского морей, обитает в пределах зоны материкового шельфа на глубинах до 100 метров, обычно на мелководье на глубине 15—30 м. Типично донная рыба, постоянно держащаяся у дна и никогда не поднимающаяся в толщу воды. Встречается над всеми видами черноморско-азовских донных грунтов, однако предпочитает мягкие илистые, песчаные или ракушечниковые грунты, реже держится над каменистыми.
Икрометание порционное, в течение нерестового сезона в мае—сентябре одна самка выметывает 3—4 порции икры с интервалами от одних до нескольких суток. Нерестятся на глубинах до 50 м в темное время суток. Икра пелагическая.
Питается мелкими бентосными беспозвоночными: ракообразными, червями и моллюсками. Однако наиболее излюбленным видом пищи являются полихеты. Наиболее активно питается в утренние часы в летний период, зимой активность питания резко снижается.